# Walter Behrendt

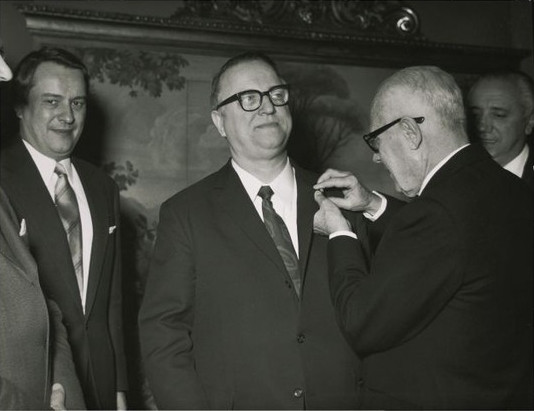
Walter Behrendt en Sandro Pertini in 1972

Walter Behrendt (Dortmund, 18 september 1914 - 23 juli 1997) was een Duits politicus van de SPD en van 1971 tot 1973 voorzitter van het Europees Parlement.

## Levensloop
Behrendt werd opgeleid tot handelaar en boekhouder. Hij vocht mee tijdens de Tweede Wereldoorlog en werkte daarna als een klerk in een industriële firma. In 1954 werd hij medewerker van de bedrijfskrant Hoesch-Westfalenhütte AG in Dortmund.
In 1932 werd Behrendt lid van de SPD en trad hij toe tot de jongerenafdeling Sozialistische Arbeiterjugend. Van 1945 tot 1947 was hij voorzitter van de Sozialistische Arbeiterjugend-afdeling van Dortmund, Lünen en Castrop-Rauxel. Nadien was hij van 1951 tot 1952 voorzitter van de SPD-afdeling van Dortmund-Altenderne en vervolgens was hij van 1952 tot 1955 voorzitter van de SPD-afdeling van Dortmund.
Van 1952 tot aan zijn pensioen was Behrendt burgemeester van Dortmund. Tevens maakte hij van 1957 tot in 1976 deel uit van de Bondsdag. Tussen 1961 tot 1967 was hij assistent-voorzitter van het Socialistisch Comité. Daarnaast maakte hij van 1967 tot in 1977 deel uit van het Europees Parlement, waar hij van 1969 tot 1971 en van 1973 tot 1977 ondervoorzitter en van 1971 tot 1973 voorzitter was. In 1973 was hij een van de ondertekenaars van het Humanistisch manifest.
Daarnaast was hij lid van de raad van bestuur van Dortmunder Stadtwerke AG en Dortmunder Hafen und Eisenbahn AG.
- Gemeinsame Normdatei: 1023325179
- Virtual International Authority File: 251584192
- WorldCat: E39PBJht8XqJvvJfmwfG6PcVmd